# Silvernäbbad tangara
Silvernäbbad tangara (Ramphocelus carbo) är en fågel i familjen tangaror inom ordningen tättingar.

## Utbredning och systematik
Silvernäbbad tangara delas in i åtta underarter med följande utbredning:
- R. c. carbo – sydöstra Colombia till Guyana, östra Peru och norra Brasilien
- R. c. unicolor – Andernas bas på östra sidan i Colombia (Cundinamarca och Meta)
- R. c. magnirostris – Trinidad, med enstaka fynd i nordöstra Venezuela (Sucre)
- R. c. venezuelensis – östra Colombia och västra Venezuela
- R. c. capitalis – nordöstra Venezuela (från nordöstra Anzoátegui till sydöstra Monagas, Amacuros delta)
- R. c. connectens – sydöstra Peru (Cuzco) till nordvästra Bolivia (Río Beni)
- R. c. atrosericeus – norra och östra Bolivia
- R. c. centralis – öst-centrala Brasilien och angränsande östra Paraguay

## Status
Arten har ett stort utbredningsområde och beståndet anses stabilt. Internationella naturvårdsunionen IUCN listar den därför som livskraftig (LC).

## Bilder

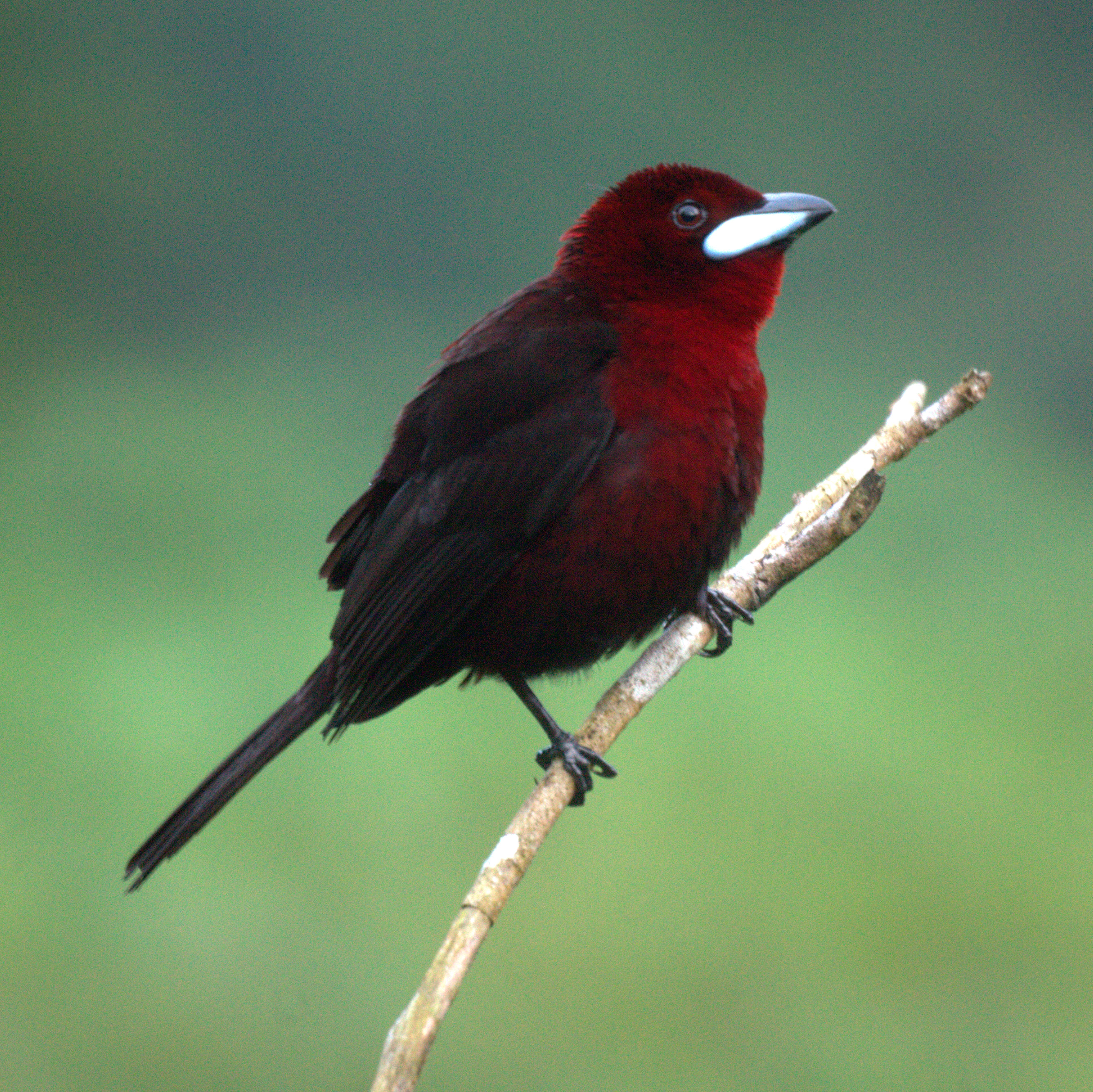
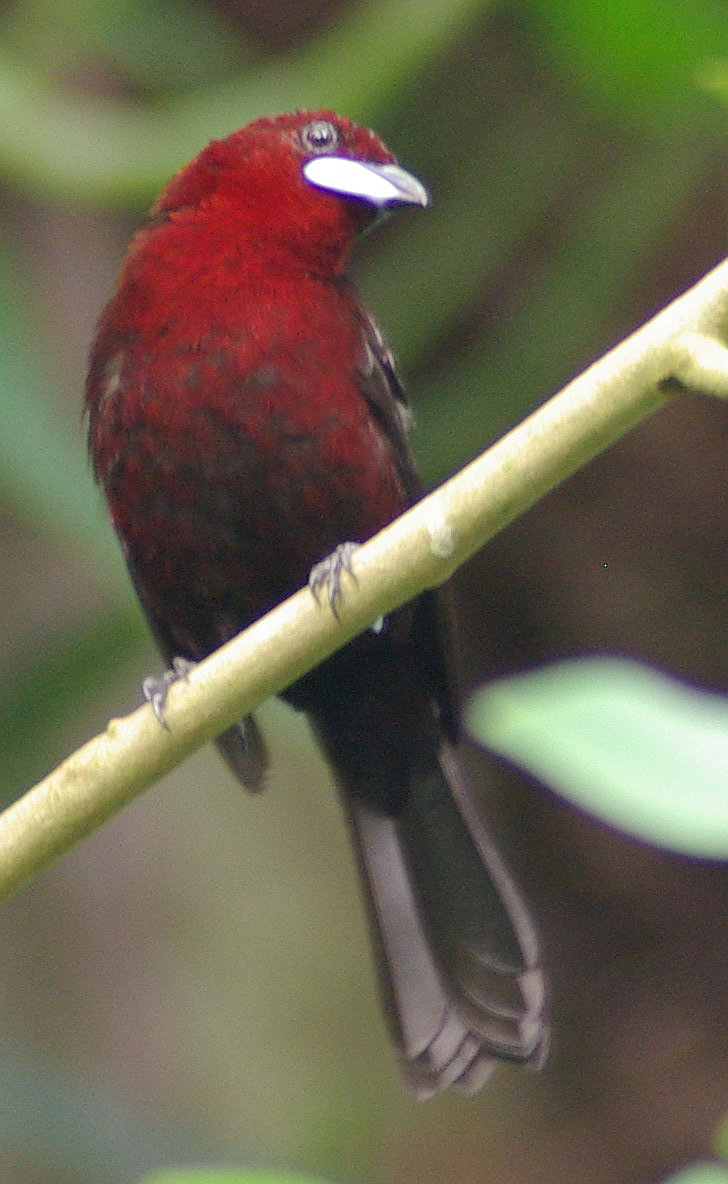
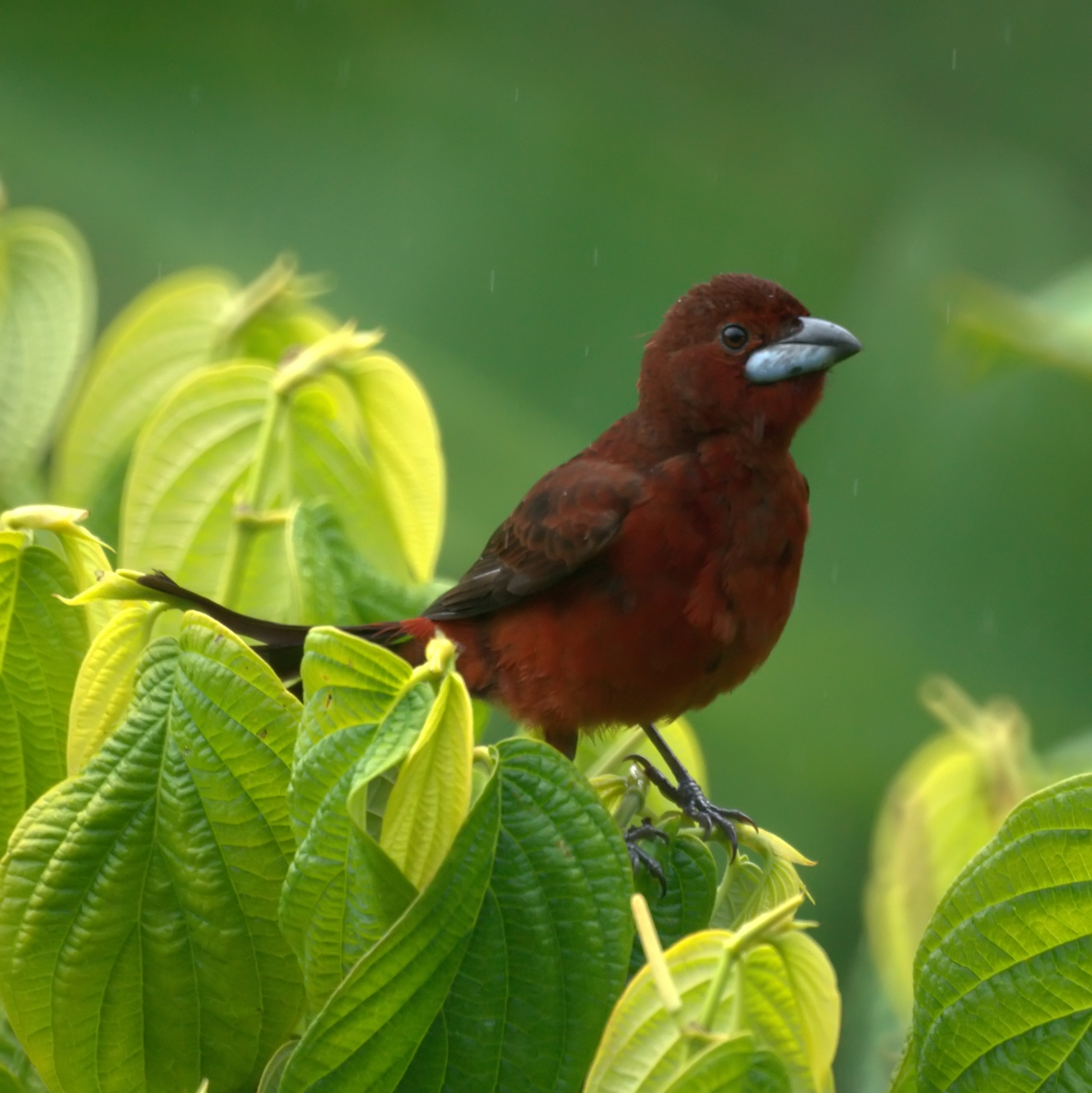
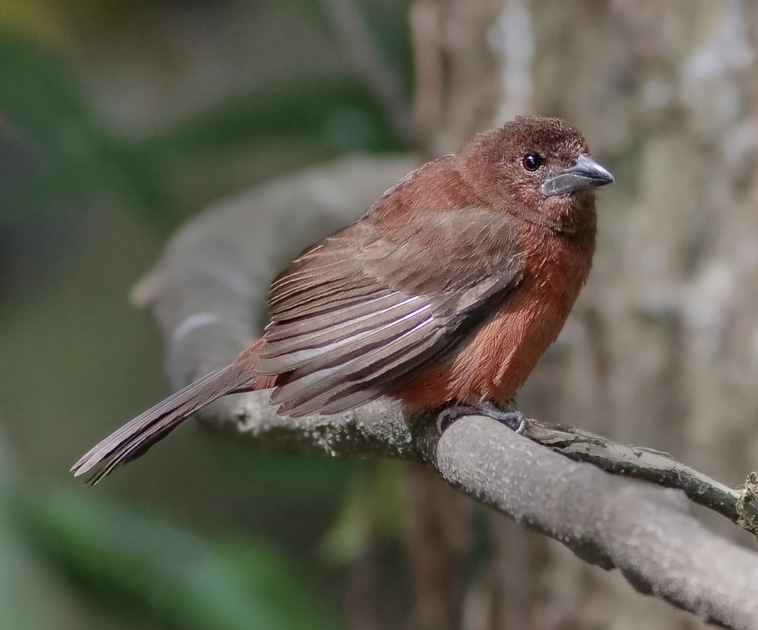
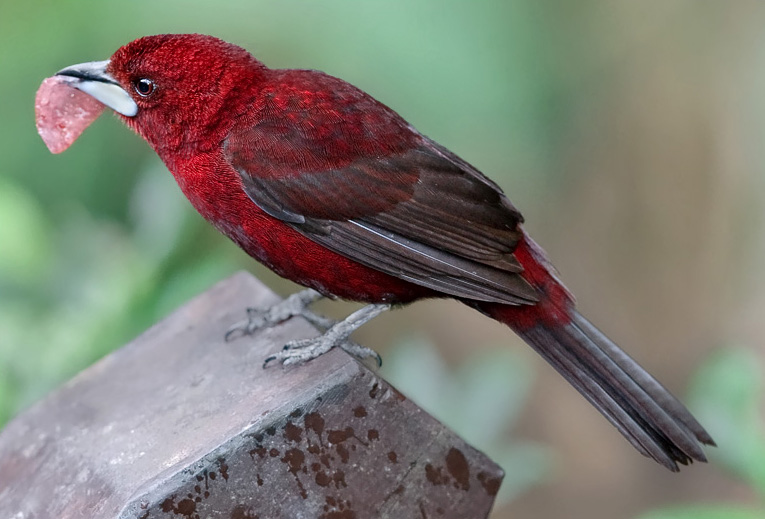
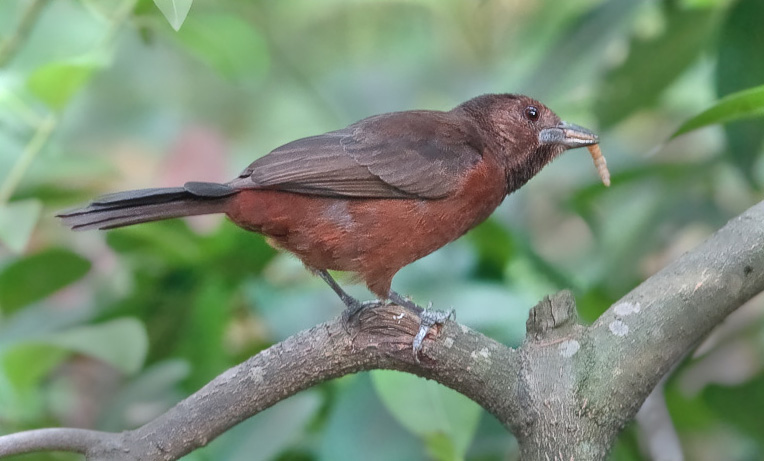